# Haux, Gironde

Haux este o comună în departamentul Gironde din sud-vestul Franței. În 2009 avea o populație de 783 de locuitori.

## Evoluția populației
| An        | 1975 | 1982 | 1990 | 1999 | 2006 | 2009 |
| --------- | ---- | ---- | ---- | ---- | ---- | ---- |
| Populație | 504  | 647  | 729  | 732  | 733  | 783  |